# 肉叶雪兔子
肉叶雪兔子（学名：Saussurea thomsonii）为菊科风毛菊属的植物。分布于中国大陆的青海、新疆、西藏等地，生长于海拔4,700米至5,200米的地区，多生于河滩地，目前尚未由人工引种栽培。